# لینک ایر اکسپرس
لینک ایر اکسپرس (به انگلیسی: Link Air Express) یک شرکت هواپیمایی است. دفتر مرکزی لینک ایر اکسپرس در میلان، ایتالیا واقع شده‌است و قطب این شرکت هواپیمایی در فرودگاه لینیت قرار دارد.